# Lars Gravesen
Lars Gravesen var administrerende direktør for Lumigon, en dansk virksomhed, der designede og producerede smartphones. Lars Gravesen grundlagde Lumigon i 2009 med en ambition om at skabe mobiltelefoner med en kreativ kant og nyttige dagligdagsfunktioner som fx en indbygget universal fjernbetjening. Han har siden da præsenteret fire Lumigon smartphones. Den seneste med navnet T2 bliver i øjeblikket solgt i Europa og Asien.
I 1995 grundlagde Lars Gravesen sin første virksomhed, software konsulentvirksomheden DanTeam, som blev solgt til Aston Group i 1999. Lars fortsatte som CEO for Aston Group indtil 2001, hvor han grundlagde virksomheden Excitor, der udvikler software til administration og styring af en virksomheds mobile enheder. Lars startede sin karriere i 1989 som konsulent med fokus på IT struktur og sikkerhed hos Accenture (dengang Andersen Consulting). 
I 2012 blev Lars Gravesen nomineret til at modtage IVÆKSTprisen i kategorien Årets Vovehals for hans mod til at kaste sig ind i konkurrencen på smartphonemarkedet.
I slutningen af 2013 præsenterede Lars Gravesen Lumigon’s første 4G telefon, men i slutningen af september 2017 gik Lumigon A/S konkurs